# Mariano Latorre
Mariano Lautaro Latorre Court (Cobquecura, 4 de janeiro de 1886 — Santiago do Chile, 10 de novembro de 1955) foi um escritor chileno.

## Prêmios
Mariano Latorre ganhou o Prêmio Nacional de Literatura do Chile em 1944.